# Mastacembelus oatesii
Mastacembelus oatesii är en fiskart som beskrevs av Boulenger, 1893. Mastacembelus oatesii ingår i släktet Mastacembelus och familjen Mastacembelidae. IUCN kategoriserar arten globalt som starkt hotad. Inga underarter finns listade i Catalogue of Life.